# Yu-opera

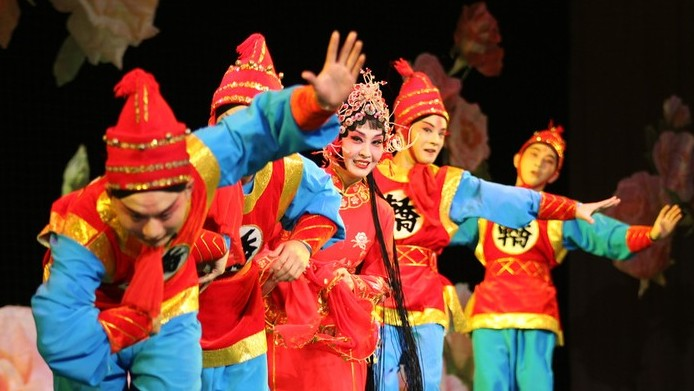
Yu-opera

Yu-opera  is een vorm van Chinese opera. Deze operavorm komt oorspronkelijk uit Henan. Yu-opera is populair in Henan, Hebei, Shanghai, Shandong, Hubei, Anhui, Jiangsu en Taiwan.